# Dream Street (альбом Джанет Джексон)
Dream Street — второй студийный альбом американской певицы Джанет Джексон, выпущенный 23 октября 1984 года на лейбле A&M.

## Об альбоме
Ориентированный на поп-запись нежели дебютный альбом, демонстрирующий детскую душевную боль, альбом не имел ошеломительного успеха, чего отец Джанет никак не мог предвидеть. Альбом достиг наивысшей строчки под номером сто сорок семь в Billboard 200 в 1984 году. На сегодня альбом является редкой записью Джексон, пользующийся большим спросом среди её поклонников, хотя он все ещё доступен в качестве специального японского издания. С альбома вышел один небольшой хит, попавший в топ-10 чарта Hot R&B/Hip-Hop Songs «Don't Stand Another Chance», спродюсированный её братом Марлоном. Кроме того, на песню «Dream Street», был сделан её первый видеоклип, снятый во время съемок телевизионного шоу Fame.
Dream Street является последней записью в ключе подростковой музыки. После этой пластинки Джанет приобретет всемирный успех в связи с выходом альбома Control в 1986 году.
После многих лет недоступности, альбом был представлен на iTunes 15 мая 2007 года. Физические носители альбома вышли из тиража, таким образом, он стал очень редкой записью. Особенно трудно найти альбом в Соединенных Штатах.

## Критика
| Оценки критиков               | Оценки критиков |
| Источник                      | Оценка          |
| ----------------------------- | --------------- |
| Allmusic                      | [ 2 ]           |
| The Philadelphia Inquirer     | [ 3 ]           |
| The Rolling Stone Album Guide | [ 4 ]           |

Поставив две из пяти звезд, Эд Хоган из Allmusic прокомментировал оценку: «прослушав Dream Street, возникает ощущение, что эта молодая певица выступает на шоу American Bandstand [...] Первый сингл «Don't Stand Another Chance» напоминает семейную запись, сделанную братом Марлоном Джексоном с вокалом Майкла Джексона. Он попал в первую десятку R&B хитов лета 1984 года. Двенадцатидюмовые ремиксы демонстрируют выдающуюся работу Джона Барнса на синтезаторе. Другие треки также демонстрируют грязную фанковую атмосферу Миннеаполиса, как на «Pretty Boy», спродюсированную Джесси Джонсоном, а «Hold Back the Tears» и «If It Takes All Night» являются яркими примерами приятных поп-мотивов 80-х годов».
Кен Такер из The Philadelphia Inquirer дал альбому «справедливую» оценку, назвав его «небольшим, но приятным сюрпризом Джексон». Младшая сестра придумала более последовательную музыку, чем развлекательные альбомы её братьев. Большинство песен Dream Street показывают глянцевый блеск поп-музыки, и дуэт Джанет с английской поп-звездой Клиффом Ричардом на «Two to the Power of Love» является броским и запоминающимся. Большую часть времени Джанет эксплуатирует диско-ритмы, которые легко слушать».

## Список композиций
| №  | Название                     | Автор(ы)                                   | Продюсер(ы)                  | Длительность |
| -- | ---------------------------- | ------------------------------------------ | ---------------------------- | ------------ |
| 1. | «Don't Stand Another Chance» | Janet Jackson, Marlon Jackson, John Barnes | M. Jackson                   | 4:14         |
| 2. | «Two to the Power of Love»   | Peter Beckett, Steven A. Kipner            | Giorgio Moroder, Bellotte    | 3:06         |
| 3. | «Pretty Boy»                 | Jesse Johnson                              | Johnson                      | 6:32         |
| 4. | «Dream Street»               | Moroder, Bellotte                          | Bobby Watson, Moore, Winbush | 3:52         |
| 5. | «Communication»              | Paul Bliss                                 | Moroder, Bellotte            | 3:12         |
| 6. | «Fast Girls»                 | Johnson                                    | Johnson                      | 3:18         |
| 7. | «Hold Back the Tears»        | Chris Eaton                                | Moroder, Bellotte            | 3:14         |
| 8. | «All My Love to You»         | Marlon Jackson, Anthony Patler             | M. Jackson                   | 5:44         |
| 9. | «If It Takes All Night»      | David A. Bryant, Jay Gruska                | Moroder, Bellotte            | 4:09         |

| №  | Название                                                 | Длительность |
| -- | -------------------------------------------------------- | ------------ |
| 1. | «Rock 'N' Roll» (B-side to "Don't Stand Another Chance") | 4:10         |
| 2. | «French Blue» (B-side to "Fast Girls")                   | 6:22         |

## Позиции в чартах
| Чарт (1984)                           | Наивысшая позиция |
| ------------------------------------- | ----------------- |
| U.S. Billboard 200                    | 147               |
| U.S. Billboard Top R&B/Hip-Hop Albums | 19                |

## Участники записи
| - Beth Andersen - Background Vocals - John Barnes - Keyboards, Programming, Moog Synthesizer, Rhythm, Associate Producer, Drum Programming, Rhythm Arrangements, Moog Bass - Arthur Barrow - Bass, Arranger, Guitar (Bass), Keyboards - Bill Bartell - Engineer, Mixing - Steve Bates - Engineer - Chuck Beeson - Art Direction - Pete Bellotte - Producer - Билл Боттрелл - Engineer, Mixing - Sam Emerson - Photography, Inlay Photography - Dino Espinosa - Background Vocals - Jackie Espinosa - Background Vocals - Michael Espinosa - Background Vocals - Tito Espinosa - Background Vocals - Gary Falcone - Background Vocals - Mitchell Froom - Arranger, Keyboards - Brian Gardner - Mastering - Steve Hodge - Engineer - Jackie Jackson - Background Vocals - Janet Jackson - Vocals, Duet - Marlon Jackson - Drums, Programming, Background Vocals, Rhythm, Producer, Drum Programming, Rhythm Arrangements | - Michael Jackson - Background Vocals - Tito Jackson - Background Vocals - Jesse Johnson - Producer - Marva King - Background Vocals - Harry Langdon - Cover Photo - Peter Martinsen - Engineer, Remixing, Mixing - Peggy McCreary - Mixing - Jonathan Moffett - Drums - Giorgio Moroder - Producer - Melanie Nissen - Design - Cecille Parker - Stylist - Anthony Patler - Keyboards, Rhythm, Rhythm Arrangements - Greg Phillinganes - Keyboards, Moog Synthesizer, Moog Bass - Joe Pizzulo - Background Vocals - Brian Reeves - Mixing, Mixdown Engineer - Cliff Richard - Vocals on "Two To The Power of Love" - John Philip Shenale - Arranger, Keyboards - Jeremy Smith - Engineer, Mixing - Julia Tillman Waters - Background Vocals - Julia Waters - Background Vocals - Maxine Willard Waters - Background Vocals - Richie Zito - Guitar |  |